# Индонезийские летяги
Индонезийские летяги (Iomys) — род белок-летяг, распространенный в Юго-Восточной Азии. В роде два вида.

## Описание
Индонезийская летяга гораздо более распространенный и известный вид. Её мех красновато-коричневый сверху и сероватый снизу. Иногда брюшная область имеет оранжевый оттенок. Длина тела головы 20 см, плюс 18 см хвоста. Напротив, ментавайская белка-летяга обитает на двух островах Ментавай у побережья Суматра. Из-за небольшого ареала он внесен в список уязвимых IUCN
При выделении рода Iomys в 1908 году Олдфилд Томас установил его определительные признаки: специфичные особенности  строения верхних коренных зубов и отсутствие верхнего маленького премоляра p3 и отчетливо уплощенная Bulla tympanica.

## Состав рода
Род Iomys был впервые выделен и описан в 1908 году британским зоологом Олдфилдом Томасом. Он возник в результате разделения рода Sciuropterus на несколько новых родов. Позднее название Sciuropterus стало рассматриваться как младший синоним Pteromys. В качестве определительных признаков рода Томас в первую очередь использовал особенности строения зубов. Индонезийская летяга (Iomys horsfieldii) послужила номенклатурным типом (типовым видом) данного рода. В качестве дополнительных видов рода Томас называл Iomys thomsoni и Iomys davisoni, которые теперь считаются подвидами индонезийской летяги.
Следующие два вида в настоящее время относятся к роду Iomys:
- Индонезийская летяга (Iomys horsfieldii) (Waterhouse, 1838), Малайский полуостров, Ява, Суматра, Борнео.
- Ментавайская летяга (Iomys sipora) Chasen & Kloss, 1928,  Ментавайские острова.